# Fine della storia
La fine della storia è uno dei concetti-chiave dell'analisi del politologo Francis Fukuyama: secondo questa tesi, il processo di evoluzione sociale, economica e politica dell'umanità avrebbe raggiunto il suo apice alla fine del XX secolo, snodo epocale a partire dal quale si starebbe aprendo una fase finale di conclusione della storia in quanto tale.
Il concetto è sviluppato in modo particolare in un saggio del 1992, The End of History and the Last Man, pubblicato in italiano come La fine della storia e l'ultimo uomo. Il testo di Fukuyama derivava da una sua precedente riflessione formulata nel saggio The End of History?, pubblicato su The National Interest nell'estate 1989 (quindi prima della caduta del muro di Berlino), in risposta all'invito a tenere una lezione sul tema della fine della storia presso la cattedra di filosofia politica all'Università di Chicago.
Nel 2013 un gruppo di psicologi, prendendo spunto dal concetto di Fukuyama, ha coniato l'espressione illusione della fine della storia descrivendo il bias psicologico che porta a illuderci che "la nostra storia personale sia recentemente conclusa, che siamo diventati le persone che eravamo destinati a diventare e lo resteremo per il resto della vita".

## Precedenti
I diversi concetti di storia presenti nella storiografia possono essere sintetizzati nelle due grandi visioni della storia come processo in continua evoluzione e come processo compiuto di cui il presente è il punto di arrivo o di arresto. Nel primo caso la storiografia è concepita come "ricerca", mentre nel secondo caso diventa "archivio dei fatti" o "raccolta". Nella storia della storiografia la riflessione teoretica vede l'alternarsi di due grandi periodi: le fasi di transizione e di sviluppo di uno scenario storico, in cui prevale il concetto di “ricerca”, e quelle in cui giunge a maturazione un particolare assetto geo-storico-politico, in cui prende il sopravvento il concetto di “raccolta”.
La storiografia nacque come "ricerca" con Erodoto e Tucidide, per poi diventare "raccolta" in età ellenistica in ambito greco-orientale; tornò ad essere "ricerca" con gli storici greci che studiavano il segreto della crescita della potenza di Roma (un filone che culmina nell'opera di Polibio), e si rifece raccoglitrice di fatti con lo stabilizzarsi della storia mediterranea sotto il dominio di Roma: abbiamo così le opere di Tito Livio e Velleio Patercolo, e, in ambito greco, di Diodoro Siculo; un caso a parte rappresentano le Antichità romane di Dionigi di Alicarnasso.
Sallustio e Tacito fusero l'idea della storia "raccolta" con una riflessione sul passato non priva di proiezioni sul presente, e non soltanto una narrazione. Nel periodo della decadenza dell'impero, anche l'opera di Ammiano Marcellino sarà pervasa da questa coscienza della crisi. La riflessione sul passato in cui si affaccia l'incertezza del proprio tempo apparterrà anche all'opera di Francesco Guicciardini. È proprio il presentimento della crisi al culmine di una situazione di stabilità a contenere il germe dell'idea della “fine della storia” proposta o rilanciata da Francis Fukuyama.

### Tucidide
Nel capitolo 22 del primo libro della Guerra del Peloponneso, Tucidide ha introdotto il concetto delle tre dimensioni storiche, secondo cui il futuro non è che una proiezione del presente sui fondamenti del passato. Il presente è dunque il punto di arrivo del passato e contemporaneamente il punto di partenza del futuro, una fase di passaggio tra quello e questo; rappresenta il risultato di ciò che è già avvenuto, ma anche la base di orientamento per il futuro, in quanto in ciò che si vive c'è già un nucleo di comprensione per ciò che potrà essere.
La visione del tempo storico di Tucidide non era dunque più "lineare", come invece quella di Erodoto (descrivo nel presente i fatti del passato perché sono ignaro di quale destino avrà la memoria dell'uomo nel futuro), bensì "triangolare", dove il presente è la base che sottende tanto il passato quanto il futuro. Questa concezione si differenzia da quella di impostazione ellenistica, in cui la storia è concepita come compiuta nel passato e lo scrivente e il suo tempo tendono a chiamarsi fuori dal percorso storico.
La concezione del tempo storico di Tucidide viene rappresentata nel modo più chiaro dal personaggio di Temistocle, del quale si sottolinea la capacità di ricavare dalla valutazione del presente previsioni per il futuro. Questa capacità, a differenza della divinazione, basata su un dialogo privilegiato con il divino e sullo studio di precedenti immutabili, si appoggiava invece sui meccanismi deduttivi applicati agli indizi forniti dal passato e contemplava la possibilità di interventi di modifica rispetto alla previsione.

### Velleio Patercolo
Secondo lo storiografo latino Velleio Patercolo, la storia di Roma rappresentava il culmine della storia, confine ultimo di ogni altra possibile evoluzione. Per questo motivo la sua narrazione storica di questo autore si concentrava intorno al suo centro di gravità e la storia dell'intero mondo conosciuto veniva a confluire in una sola città, Roma. Venne introdotto il concetto di "translatio imperii", ossia di un passaggio del dominio sul mondo allora conosciuto attraverso una successione di popoli che si conclude con Roma. In questo stesso centro di gravità, il medesimo concetto venne quindi applicato descrivendo la stessa storia romana come contrapposizione di due parti politiche, a sua volta culminante nel tempo presente, in cui i contrasti erano considerati ricomposti. La storia, dunque, veniva considerata conclusa con il presente e il presente, lo spazio e il tempo dello storico, costituiva lo stadio ultimo, il più perfetto di ogni possibile evoluzione storica.

### Alexandre Kojève
L'ipotesi della fine della storia fu avanzata a metà del XX secolo dal filosofo francese di origine russa Alexandre Kojève. Elaborata nel corso di una corrispondenza epistolare con Georges Bataille, l'ipotesi trova presso questo autore una formulazione originale, diversa da quelle definite in epoca successiva: vi si sostiene, infatti, che la storia sia in effetti già conclusa. Secondo Kojève, la sfilata delle truppe di Napoleone Bonaparte sotto le finestre di Hegel alla fine della battaglia di Jena ha costituito la fine della storia: questo singolo avvenimento costituisce infatti una duplice conclusione.
Da un lato, conduce al trionfo di un nuovo ordine militare e giuridico dell'Europa: l'avanzata della "Grande Armata" si traduce in un'estensione della codificazione del diritto, consistente nella sua razionalizzazione. Dall'altro lato, l'episodio fa comprendere a Hegel che la storia permette la realizzazione della ragione filosofica: diritto e filosofia si realizzano dunque pienamente nel 1806 e, secondo Kojève, gli avvenimenti successivi a tale data non costituiscono altro che l'estensione della fine della storia al resto del mondo fuori dell'Europa e persino le due guerre mondiali partecipano a questa progressiva diffusione della ragione. Kojève ritornerà su questo punto in un'intervista con Gilles Lapouge pubblicata in La quinzaine littéraire nel luglio del 1968 (intervista realizzata poco prima della morte del filosofo) nella quale affermerà che il volto della fine della storia non è quello di Napoleone, bensì quello di Stalin

## Il concetto di "fine della storia" in Francis Fukuyama
La concezione storica di Francis Fukuyama non è di natura strettamente filosofica, ma piuttosto, sia per la sua formazione culturale, sia per i suoi interessi, rivolti all'analisi della società contemporanea, una teoria storiografica, che riprende alcuni temi classici della storiografia, applicandoli al presente e all'attuale evoluzione del quadro storico. Gli eventi più significativi che hanno comportato un'evoluzione della sua concezione sono stati la caduta del muro di Berlino in una prima fase, e quindi gli attentati dell'11 settembre 2001, in seguito ai quali al concetto di storia universale direzionale dell'umanità che ha raggiunto il suo culmine con le attuali democrazie liberali, si è aggiunto un ripensamento teorico, che lo ha portato a vedere più chiaramente una contrapposizione netta tra una "storia universale", che coinvolge tutti gli uomini in un comune destino di progresso e tende ad un punto di evoluzione oltre il quale non è più possibile andare, e le innumerevoli storie nazionali, in cui si possono ammettere regressioni, opposizioni e condanne, o anche semplicemente ritardi, rispetto a questo comune destino del mondo.

### Il saggio "La fine della storia" del 1992
La storia viene concepita come storia unidirezionale e universale dell'umanità, una pretesa di rintracciare nella successione degli eventi una loro profonda finalità: cicli e discontinuità degli eventi vengono compresi in questa concezione complessiva della storia nel suo insieme. Tale visione si contrappone a quella dei pensatori greci, e in particolare di Platone e Aristotele, di un procedere "ciclico" degli eventi e di un continuo passaggio tra le diverse forme di governo, nessuna delle quali sarebbe da considerarsi per principio migliore di un'altra.
La prima concezione universale della storia si ebbe invece con il Cristianesimo: dal concetto di uguaglianza di tutti gli uomini davanti a Dio, deriva la concezione di un destino comune a tutti, valido per tutti i popoli del mondo e di una storia con un inizio, la creazione, e una fine, la salvazione finale (in sant'Agostino). Con il Rinascimento e le rivoluzioni scientifiche del XVII-XVIII secolo, congiuntamente con l'affermarsi del concetto di homo artifex fortunae suae (uomo artefice della propria fortuna), la riflessione globale sulla storia si sposta da fattori predeterminanti in essa (come l'intervento divino) al fattore umano, o, più precisamente, al fattore della ragione umana.
Per Fukuyama i motori del processo storico sono lo "spirito della scienza", ossia la tendenza dell'uomo a evolvere il proprio modo di vivere attraverso le conoscenze e le scoperte tecnologiche, e il "desiderio di riconoscimento", ovvero la sua vocazione a vedersi riconosciuti la sua identità e i suoi diritti da parte dei propri simili. Grazie alla memoria, che è parte integrante della ragione, l'uomo può partire dalle esperienze dei popoli del passato per raggiungere risultati più avanzati. Storicamente, quindi, il progresso non è altro che la forza che garantisce la condizione di costante superamento tra passato e presente.
Se questa forza è intrinseca alla natura umana, e non esistono leggi della storia che non siano all'interno di essa, il progresso è certamente una legge storica. Al progresso tecnologico è strettamente collegato il progresso della dignità umana. Il desiderio di riconoscimento e di visibilità, per Kant la "libertà", nella sua dimensione spirituale, secondo Fukuyama si attua nella sua dimensione storica con la democrazia: storicamente essa infatti risulta dal desiderio di riconoscimento divenuto aspirazione universale, appartenente cioè a tutto il popolo. La più progredita forma di democrazia è quella che rispetta la base spirituale delle aspirazioni sociali di ogni singolo cittadino, consentendogli di affermarsi autonomamente e originalmente in base alle proprie capacità e ai propri mezzi e questa forma viene chiamata "democrazia liberale".
La caduta del muro di Berlino rappresenta la conferma più vistosa ed epocale di una tendenza a livello globale, rivolta a conformare i sistemi politici ai principi della democrazia liberale. Essa è, per Fukuyama, la meta della vicenda storica di ogni popolo, in quanto arriva dopo il fallimento di altri esperimenti politici, quali monocrazia, oligarchia, o totalitarismo, che hanno ammesso la loro sconfitta proprio trasformandosi in liberalismo. L'uomo si evolve fisicamente e culturalmente, e quindi anche politicamente, per tentativi, cioè sbagliando: è il modello dell'“evoluzione storica sperimentale” e se l'uomo mantiene questa tensione al meglio anche al di là delle singole vicende e parabole storiche, per Fukuyama dobbiamo di conseguenza ammettere che la storia è un corso intelligente.
Nel dispiegarsi del processo storico si possono verificare delle ricadute: lo proverebbe la somiglianza di scenari ed eventi appartenenti ad epoche diverse. Tuttavia, questa somiglianza, per Fukuyama, non risiede nel corso degli eventi, ma nella stessa memoria storica dell'uomo, che gli consente di accostare eventi tra loro lontani nel tempo: proprio questa capacità di individuare riscontri attraverso le varie epoche, rende la storia una lezione per l'umanità, nel modo in cui l'avevano già definita gli antichi.
Le concezioni cicliche della storia fanno seguire al progresso un processo di degenerazione che cancella ogni consapevolezza dei risultati precedenti: per Fukuyama se questo oblio non è completo ogni ciclo successivo si troverebbe comunque a costruire il nuovo sulla base delle esperienze precedenti, per quanto in misura ridotta. Anche nelle ripetizioni (per esempio, l'affinità della contrapposizione tra Atene e Sparta nella storia greca e di quella tra Stati Uniti ed Unione Sovietica nella Guerra Fredda) esiste memoria e movimento e anche la ricorrenza e il riproporsi di certi modelli storici antichi, in forme mai del tutto identiche, rimane compatibile con una storia direzionale.
Al di là degli schemi ciclici o parabolici delle individuali forme di stato (la concezione aristotelica per cui ogni forma di governo può avere un inizio felice e una degenerazione rovinosa), che appartengono alla storia particolare di ciascun popolo, secondo la concezione di storia unidirezionale di Fukuyama esiste dunque ad un livello più alto, trasversale a tutti i popoli, un senso unico della storia, rivolto verso la costruzione di uno stato di cose non più ulteriormente modificabile, un traguardo di perfezione per tutti gli uomini, a cui si accede dopo un percorso di crescita storica che, da paese a paese, può avere durate diverse.
Per Fukuyama la forma di stato ispirata al liberalismo democratico è l'ultima possibile per l'uomo, e anche la più perfetta: essa non può infatti degenerare in niente di peggio, ed essa stessa non è degenerazione di nessun'altra forma politica. La storia si muove verso il progresso e il progresso tecnologico e industriale è stato assicurato, guidato ed indirizzato dal capitalismo in ambito economico. Il capitalismo ha il suo corrispettivo politico nella democrazia liberale, sia perché questa è meglio compatibile con il governo di una società tecnologicamente avanzata, sia in quanto l'industrializzazione produce ceti medi che esigono la partecipazione politica e l'uguaglianza dei diritti.
Già Hegel aveva identificato il culmine della storia con lo stato liberale e Fukuyama rielabora la sua "Fenomenologia della storia": esistono due forme di riconoscimento, la "megalotimia", propria delle classi sociali che detengono il potere, che tende a elevarsi a discapito degli altri uomini e che resta sempre minoritaria, e l'"isotimia", aspirazione proveniente dal basso ad equipararsi ai potenti, che invece è maggioritaria. Al contempo, lo sviluppo di una vocazione all'affermazione individuale avviene attraverso la trasformazione della concezione del lavoro da strumento di oppressione a strumento di identificazione: è l'“etica del lavoro” come filosofia dello sviluppo personale a dare origine alla civiltà del guadagno e del capitale. Queste due pulsioni congiunte danno origine ad un anelito a un sistema che garantisce la piena uguaglianza dei diritti di tutti anche e soprattutto come riconoscimento delle possibilità di ciascuno di affermarsi in modo autonomo e originale. Sta qui per Fukuyama il segreto della vittoria storica della democrazia liberale, nel suo saper proporre le due aspirazioni universali, e cioè l'uguaglianza di diritti e la libertà individuale, non disgiunte tra loro.

### "La grande distruzione" del 1999 e "L'uomo oltre l'uomo" del 2002
La successiva riflessione di Fukuyama si apre alla coscienza della crisi. Il progresso tecnologico e industriale ha infatti determinato la disgregazione dell'ordine sociale, attraverso una trasformazione dalla precedente vita aggregata, basata su "comunità" fondate su vincoli di conoscenza, a "società" di estranei, più aperta da un lato a contatti tra persone diverse, che però si fanno più materiali e distanti, con una maggiore possibilità e libertà di disobbligarsi da vincoli. L'industrializzazione, inoltre, ha marcato uno squilibrio più netto tra ricchezza e povertà. Il progresso tecnologico informatico ha creato una società della conoscenza di massa, accentuando sia la spersonalizzazione, sia la netta differenza tra chi partecipa e chi non partecipa a tali sviluppi. La spersonalizzazione e il distanziamento dei rapporti umani si contrappone alla naturale base della vita umana: consanguineità, su cui si basa la parentela, e mutualità, su cui si basa l'amicizia.
Per Fukuyama la natura umana non si distingue su un piano fisico e un piano psichico: in opposizione alla concezione freudiana le manifestazioni dell'animo sarebbero anch'esse di natura biologica e non psicologica e come tutte le manifestazioni fisiologiche potrebbero dunque essere controllate dalla scienza. Conseguenza ultima della causa della "grande disgregazione", rappresentata dall'imporsi di una perniciosa elasticità nelle norme della vita e della società umana, è proprio il "mercato biologico", ossia una nuova modalità di selezione e sopravvivenza della specie attraverso l'acquisto dei geni che più si desiderano per i propri discendenti. Se la "grande disgregazione" mette in discussione il modello di vita sociale dell'uomo, la rivoluzione eugenetica ne minaccia addirittura l'identità.
L'insieme dei tratti comportamentali e delle norme morali e sociali di un popolo, o la sua "cultura", dipendono dall'ambiente in cui vive. Secondo le concezioni proprie del relativismo culturale, nessuno dei diversi modi di vivere e di pensare propri dei diversi habitat umani è superiore ad un altro e non esiste una "cultura umana", ma diverse culture proprie dei diversi ambienti. Ciascuna di queste culture rappresenta inoltre un diverso punto di osservazione sul presente, che può essere considerato momento di passaggio o momento di consolidamento, ed è portatrice di diversi valori e ideali di felicità personale o sociale. Questa concezione rende dunque possibile che l'ideale di progresso scientifico condiviso e diffuso dalla società occidentale non sia accettato da altre culture, che pongano in primo piano valori diversi.
Le culture mutano inoltre con il tempo all'interno della stessa comunità e quanto viene conservato dei valori e dei modi di vita di epoche precedenti viene definito "tradizione". Sul piano storico le norme cambiano nel tempo, ma Fukuyama riconosce ora la presenza di una tendenza naturale nell'uomo a rifarsi alle proprie origini, e dunque di una pressione del passato verso il ritorno a modelli preesistenti. Questa ciclicità "etico-sociale" si intreccia con il flusso storico a livello "politico-economico", che per sua natura tende invece in modo unidirezionale al suo punto limite di perfezione. Fukuyama sembra vedere più chiaramente l'intersecarsi nella dimensione temporale della storia universale di quella geografica delle storie dei diversi popoli.
Qualunque sia, dunque, il grado del percorso storico per ciascun popolo (in base al progresso politico-economico), per tutti la storia è comunque un processo di ricostruzione continua, a causa della tendenza naturale dell'uomo a riavvicinarsi all'origine. La storia universale è il cammino unidirezionale e tendente al progresso che tocca tutti i popoli, le storie particolari sono la vicenda secolare di ciascun popolo che ammette reversibilità in base ai meccanismi di decadenza, restaurazione, rinnovamento. È a questo livello che si attua il relativismo culturale. La "fine della storia" è possibile solo nel grado temporale di essa, mentre in quello geografico tale esito potrà sempre essere contestato dal riemergere delle storie particolari.